# エミュー

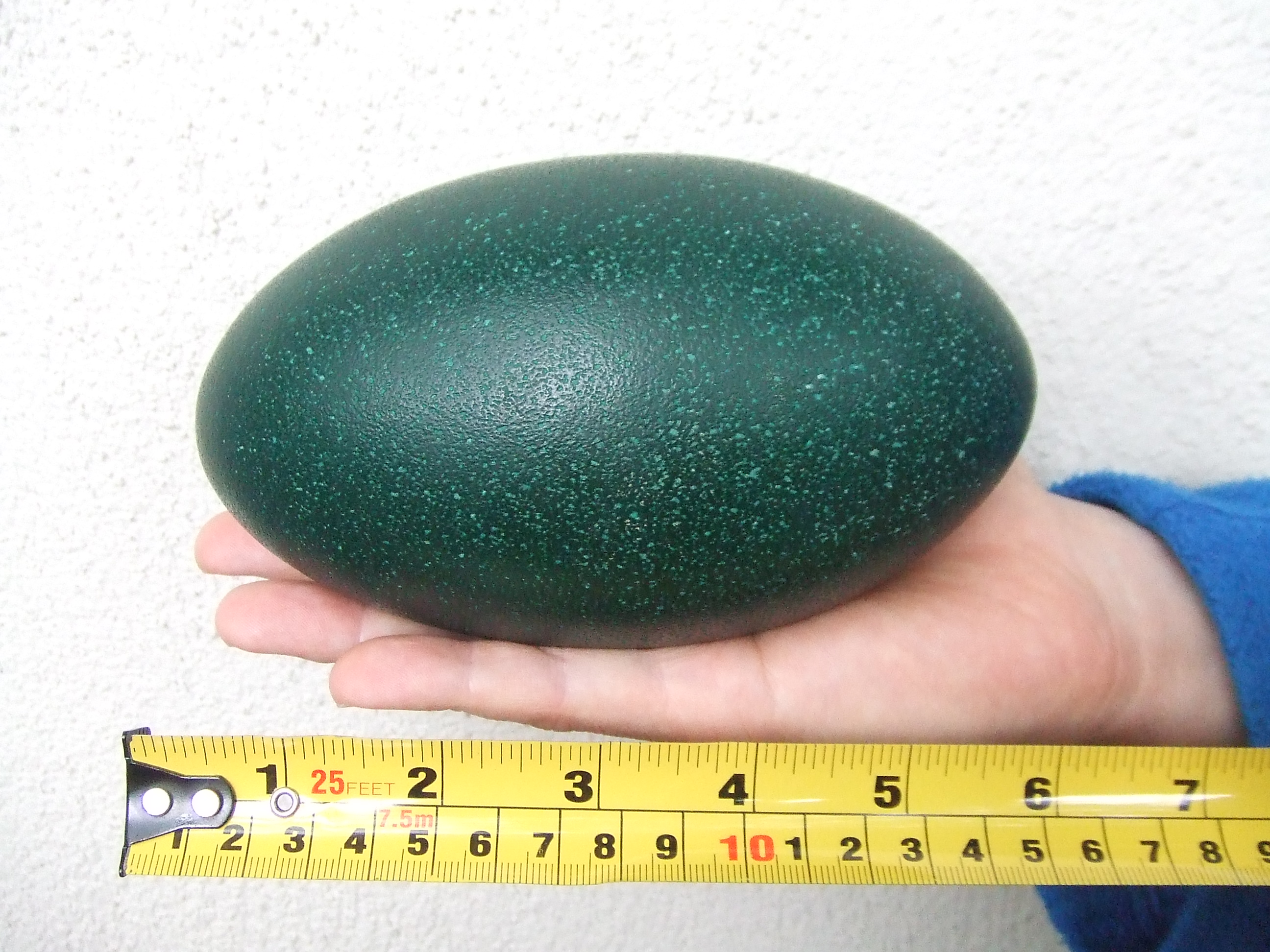
卵

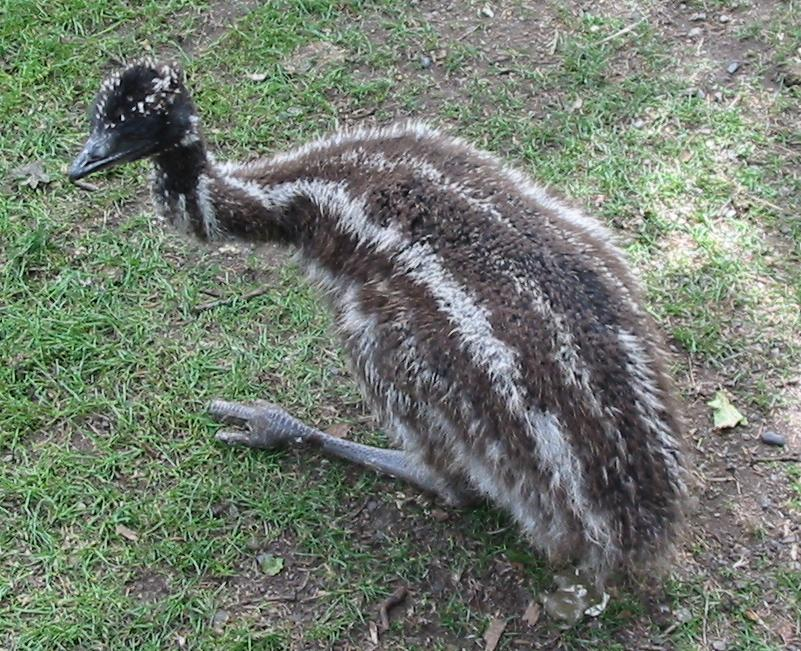
雛は縞模様を持つ

エミュー（鴯鶓、英: emu、学名: Dromaius novaehollandiae）は、鳥綱ヒクイドリ目（ダチョウ目とする説もあり）ヒクイドリ科エミュー属に分類される鳥類。飛翔はできず、二足歩行するいわゆる「飛べない鳥」の一種。漢字表記の鴯鶓は英名 emu が中国で音訳されたものである。
オーストラリアの非公式な国鳥で、オーストラリア大陸全域の草原や砂地などの拓けた土地に分布している。周辺海域の島嶼部にも同種ないし近縁種が生息していたが、現生種の1種のみを除いて絶滅したとみられている。
日本を含め、オーストラリア国外にも移入され、観賞・愛玩用や食用として飼育されている。

## 形態
体高は約1.6m-2.0m程度、体重は40kg-60kg程度。鳥類の中ではダチョウに次いで高いが、体重はヒクイドリに及ばない。見た目はダチョウに似るが、ややがっしりした体躯で、頸から頭部に掛けても比較的長い羽毛が生えている。また、趾（あしゆび）は3本であり、先に丈夫な爪を備えている。幼鳥の羽毛には縞模様があるが、成長すると縞が消える。成鳥はオス、メスいずれも同様に全身の羽毛が灰褐色になるが、所々に色が剥げたり濃くなったりしている箇所があり、泥で汚れているかのように見える。エミューの羽はヒクイドリと同じく、2本が1対である特徴を持っている。
翼は体格に比してきわめて小さく、深い羽毛に埋もれているために外からはほとんど視認できない。ダチョウ、ヒクイドリ、レアなどと比べると、最も退化した形であり、長さは約20cm。先端には1本の爪が付いている。
卵はアボカドのような深緑色で、長さは10cm程度、重さは約550gから600g。

## 分類
以下の亜種の分類・分布は、IOC World Bird List (v10.1)に従う。
Dromaius novaehollandiae novaehollandiae (Latham, 1790)
オーストラリア大陸
†Dromaius novaehollandiae baudinianus Parker, 1984（絶滅亜種）
カンガルー島
†Dromaius novaehollandiae diemenensis Le Souef, 1907（絶滅亜種）
タスマニア島
†Dromaius novaehollandiae minor Spencer, 1906（絶滅亜種）
キング島

## 生態
性格はヒトに対しては温厚であるが、雷・金属音・子供の甲高い声などに反応し走り回ることがある。犬などの動物に対しては警戒心が強く、場合によっては蹴りで相手を攻撃する。蹴りは、前方90度の範囲程度であれば容易に繰り出す。また、繁殖時期になると多少警戒心が強くなる。性別でみると、オスの方が比較的おとなしい。
鳴き声はオスとメスで違い、オスは「ウォー」と低い鳴き声を出し、メスは「ボン……ボボン」とドラムのような鳴き声を出す。メスの鳴き声は繁殖時期が近づく頃がもっとも盛んになる。
食性は雑食性で、主に昆虫、果実、種子、下草などを餌にする。産卵期は日照時間の短くなる11月から4月の期間（オーストラリア大陸がある南半球では、5月から10月あたり）で、3日から5日の間隔で一度に1個ずつ産卵する。産卵数は、期間中に10-30個程度であるが、稀に40個以上産卵する個体もある。抱卵は10個程度の産卵後にオスが約2ヶ月間飲まず食わずで行う。孵化後2-3ヶ月間はオスが雛を外敵などから守るが、飼育下ではメスも参加することもある。
天敵として ディンゴ、イリエワニがいる。

## 人間との関係

### オーストラリア
2016年時点、オーストラリアにおける生息数は安定しているとされる。亜種D. n. diemenensisは1845年の記録を最後に絶滅した。砂漠化しつつあるような土地でも生息可能で、繁殖力も強く基本的には丈夫な鳥であるが、この食性により、農地を荒らす害鳥として駆除の対象となったため、ダチョウ目の種と同様、頭数が激減している。
- 肉は赤身肉で美味とされる。皮下脂肪は動物油の中でも抜群に優れており、原産国オーストラリアの先住民アボリジニがブッシュ・タッカーとして長く愛用し続けている。
- ダチョウより攻撃性が低いことより、メガソーラーの雑草対策として飼育された事例もある[8]。
- 1932年に西オーストラリア州でエミューを害鳥とし、軍を利用した大掛かりな殺戮作戦が行われたが、失敗した。

### 日本
丈夫で飼いやすいためか、飼育している動物園等は日本国内にも多い。人に慣れやすく危険性も低いことから、入園者が直接触れられるようにしている飼育施設もある。
その後、北海道網走市の東京農業大学生物産業学部が飼育・研究を開始。大学発ベンチャー企業の東京農大バイオインダストリー社が卵を利用したどら焼き、肉製品、保湿オイルなどを商品化した。東京農業大学北海道オホーツクキャンパスと連携した熊本県菊池エミュー観光牧場株式会社は、生後約8ヶ月のエミューの雛55頭を北海道網走市より陸送し、2020年12月23日より旧迫水小学校において飼育を開始した。2021年10月7日朝、大型の鳥類エミュー約20羽が逃げ出した。
他大学でもエミュー卵の特性の研究や首肉を用いたソフトジャーキーも開発されるなど開発研究が進められている。佐賀県基山町では、2015年に設立された農業生産法人がエミューを導入して耕作放棄地に放ち、雑草を食べさせて農地を再生。2018年には、町が食肉として出荷できるよう処理する施設を整備した。2022年現在で佐賀県基山町で約600羽のエミューが飼育されている。そのうち、福岡県筑紫野市に本社を置く日本エコシステム株式会社が500羽を飼育。その他に唐津市の湊地区の屋形石や神集島でも飼育が行われている。
日本ではひくいどり科（ヒクイドリ科）が科単位で特定動物に指定されているが、特定動物ではClements Checklist of Birds 6th Edition(2011 revisions)の分類に従い本種を含まないヒクイドリ科が指定されている。危険性・攻撃性に関してもダチョウ、ヒクイドリに比べれば遥かに低いものであり、脱走した場合でも周辺施設・住民への警告は最小限にとどまる場合が多い。京都府立大学には、大学のキャンパス内をエミューが闊歩しているエリアがあるほどである。
2022年5月、岩手サファリパークで飼育していたエミューが高病原性鳥インフルエンザ検査で陽性反応を示したことから、飼育していたダチョウとともに計10羽が殺処分された。同年11月にはアドベンチャーワールドで飼育のエミューが、同所で飼育のアヒルから高病原性鳥インフルエンザ陽性反応が出たため、家畜伝染病予防法により殺処分された。